# Fuga amb sabates de talons
Fuga amb sabates de talons (Hot Pursuit al títol original) és una pel·lícula dirigida per Anne Fletcher i escrita per David Feeney i John Quaintance. És protagonitzada per Reese Witherspoon i Sofia Vergara. La pel·lícula, que inicialment s'anava a titular Don't Mess with Texas, es va estrenar el 8 de maig de 2015 per Warner Bros. Ha estat doblada al català.

## Argument
Una dona policia tensa que segueix les normes al peu de la lletra, en la seva primera missió intenta protegir la sexy i extrovertida vídua d'un narcotraficant mentre fugen a través de Texas perseguides per policies corruptes i pistolers assassins, perquè el seu marit podria testificar judici contra un traficant, però ell mor quan dos grups d'homes armats ingressen misteriosament a casa seva i disparen en contra, en una situació molt confusa que amaga la participació d'alguns policies corruptes.
La vídua aconsegueix escapar amb l'ajuda de la dona policia, es disfressen i amaguen per evitar ser trobades pels grups armats que van entrar a casa seva, relacionats amb traficants i policies, i després uns policies corruptes les persegueixen per evitar que ara la vídua pugui testificar contra el narcotraficant.

## Repartiment
- Reese Witherspoon: Oficial Rose Cooper
- Sofia Vergara: Daniella Riva
- Robert Kazinsky: Randy
- John Carroll Lynch: Capità Emmett
- Joaquín Cosío: Vicente Cortez
- Vincent Laresca: Felipe Riva
- Jim Gaffigan: Red
- Michael Mosley: Det. Nixon
- Matthew Del Negro: Det. Hauser
- Richard T. Jones: Diputat Marshal Jackson
- Evaluna Montaner: Teresa Cortez
- Mike Birbiglia: Steve
- Michael Ray Escamilla: Angel
- Benny Nieves: Jesús
- David Jensen: Wayne
- Harley Graham: Rose Cooper (adolescent)

## Producció
El rodatge de la pel·lícula va començar el 12 de maig de 2014 a Nova Orleans. En la segona setmana de filmació, Witherspoon va ser vista durant la filmació que va tenir lloc a Ponchatoula.